# Osvaldo Koch Krefft

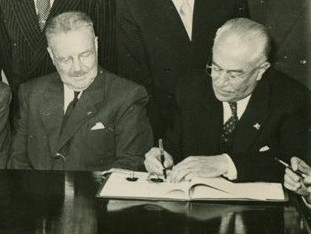
Osvaldo Koch Krefft (rechts) und Carlos Ibáñez del Campo bei der Unterzeichnung eines chilenisch-bolivianischen Wirtschaftsabkommens in Arica (1955)

Osvaldo Koch Krefft (* 30. Dezember 1896 in Santiago; † 15. April 1963 ebenda) war ein chilenischer Jurist und Politiker.

## Werdegang
Koch Krefft wurde als Sohn deutscher Auswanderer geboren. Er besuchte das Liceo de Aplicación und studierte anschließend Rechtswissenschaft an der Universidad de Chile. Während seines Studiums wurde er 1914 Mitglied der Burschenschaft Araucania Santiago. Sein Studium schloss er mit einer Arbeit über die Verantwortlichkeit des Arztes („Responsabilidad Medica“) ab.
In den ersten Jahren des Ersten Weltkrieges war er Sekretär des deutschen Konsulats in Santiago und ab 1916 Mitarbeiter der Zeitschrift El Tiempo Nuevo, die die Sache der Mittelmächte in der chilenischen Öffentlichkeit vertrat. Später war er als Rechtsanwalt tätig und heiratete im Jahr 1928.
Während der beiden Amtszeiten seines Schwiegervaters Carlos Ibáñez del Campo gehörte er in verschiedenen Funktionen der chilenischen Staatsregierung an. Er war vom 24. Februar 1928 bis 4. April 1930 Justizminister. Daneben vom 23. April bis 12. Mai 1928 und vom 21. August bis 3. September 1928 stellvertretender Minister für Öffentliche Bildung, vom 4. Mai bis 5. Juni 1928 kommissarischer Innenminister und von 19. Mai bis 27. Juli 1929 stellvertretender Finanzminister des Landes.
Nach der Rückkehr von Carlos Ibáñez in das Amt des Präsidenten übernahm Koch Krefft am 1. April 1953 das Amt des Innenministers, war von 2. März 1954 an Justizminister, ab 26. März 1954 Generalsekretär der Regierung und ab 7. Januar 1955 Außenminister von Chile.

## Ehrungen
- 1953: Großkreuz der Bundesrepublik Deutschland